# Roberto Robert y Surís
Roberto Robert y Surís, marqués de Robert, (Barcelona, 15 de enero de 1851-Torroella de Montgrí, 20 de julio de 1929) fue un aristócrata, financiero, empresario y político de Cataluña, España. 

## Biografía
Su familia era originaria de Llagostera. 
En 1871 se licenció en Derecho pero se dedicó a las finanzas, destacando como presidente de la Cámara de Comercio, Industria y Navegación de Barcelona (1913) y del Banco Hispano Colonial. 
En reconocimiento a sus méritos, en 1888 el papa León XIII le concedió el marquesado de Robert y en 1891 la regente María Cristina le nombró conde de Serra y Sant Iscle. 
En 1907 también recibió el título de conde de Torroella de Montgrí con Grandeza de España y en 1912 recibió la Gran Cruz del Mérito Militar. 

## Mecenazgo

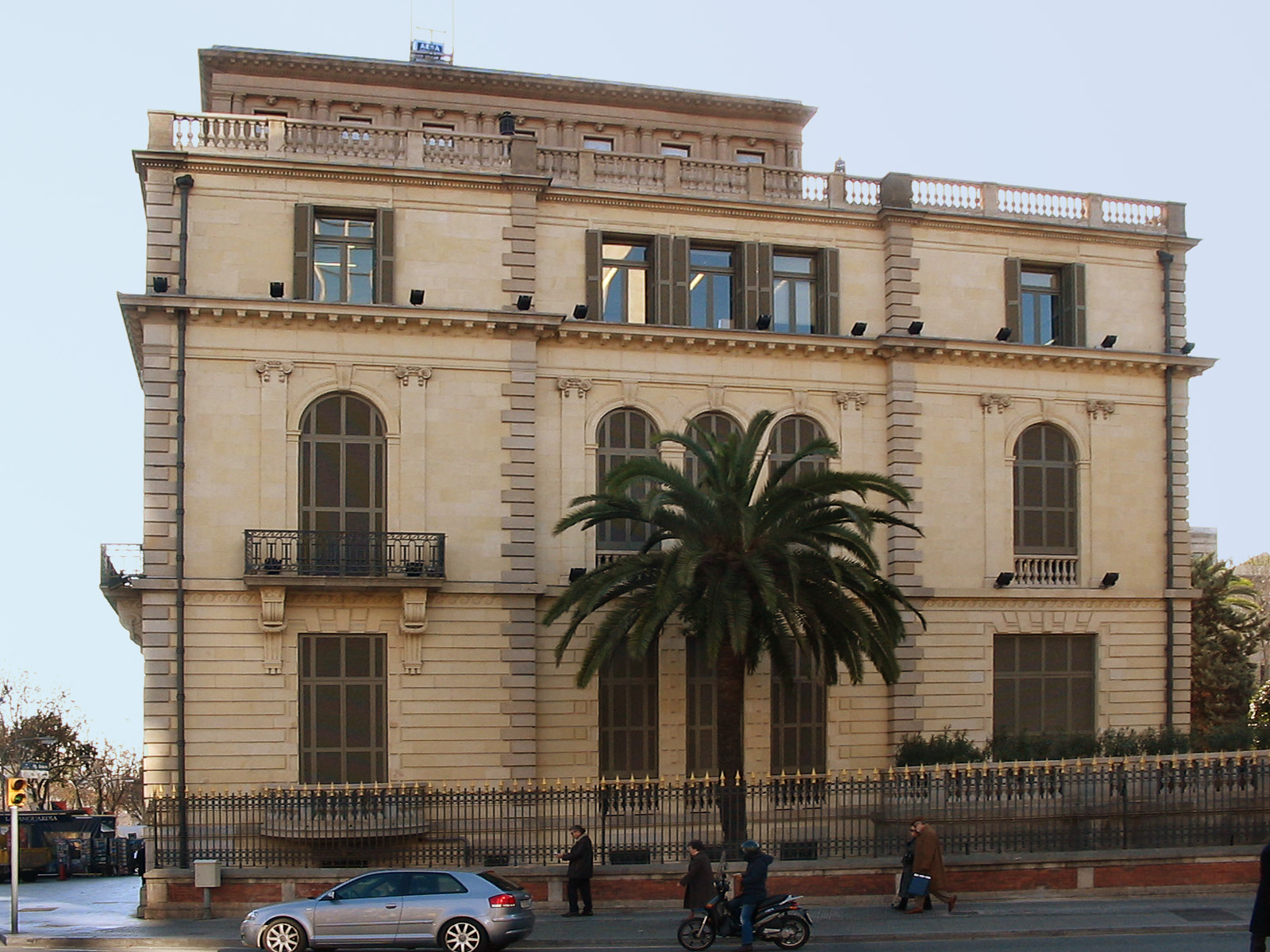
Vista del Palacio Robert desde la Avenida Diagonal.

Adquirió varios edificios situados en la esquina del Paseo de Gracia con la Avenida Diagonal de Barcelona y los derribó para construir el Palacio Robert, su residencia privada al estilo de otras mansiones que se construían en la zona. Encargó el proyecto del edificio al arquitecto francés Henri Grandpierre y se construyó entre 1898 y 1903 bajo la dirección del arquitecto Joan Martorell.

## Diputado
En las elecciones generales de 1891 fue elegido diputado por el Partido Conservador por el distrito electoral de Torroella de Montgrí, que repitió en las elecciones de 1901, 1903, 1905 y 1907. 

## Senador
También fue senador por la provincia de Gerona en 1893-1898 y senador vitalicio desde 1907.